# 63. Międzynarodowy Festiwal Filmowy w Cannes
63. Międzynarodowy Festiwal Filmowy w Cannes odbył się w dniach 12−23 maja 2010 roku. Imprezę otworzył pokaz amerykańskiego filmu Robin Hood w reżyserii Ridleya Scotta. W konkursie głównym zaprezentowanych zostało 19 filmów pochodzących z 14 różnych krajów.
Jury pod przewodnictwem amerykańskiego reżysera Tima Burtona przyznało nagrodę główną festiwalu, Złotą Palmę, tajskiemu filmowi Wujek Boonmee, który potrafi przywołać swoje poprzednie wcielenia w reżyserii Apichatponga Weerasethakula. Drugą nagrodę w konkursie głównym, Grand Prix, przyznano francuskiemu obrazowi Ludzie Boga w reżyserii Xaviera Beauvois.
Oficjalny plakat promocyjny festiwalu przedstawiał aktorkę Juliette Binoche. Galę otwarcia i zamknięcia festiwalu prowadziła brytyjska aktorka Kristin Scott Thomas.

## Członkowie jury

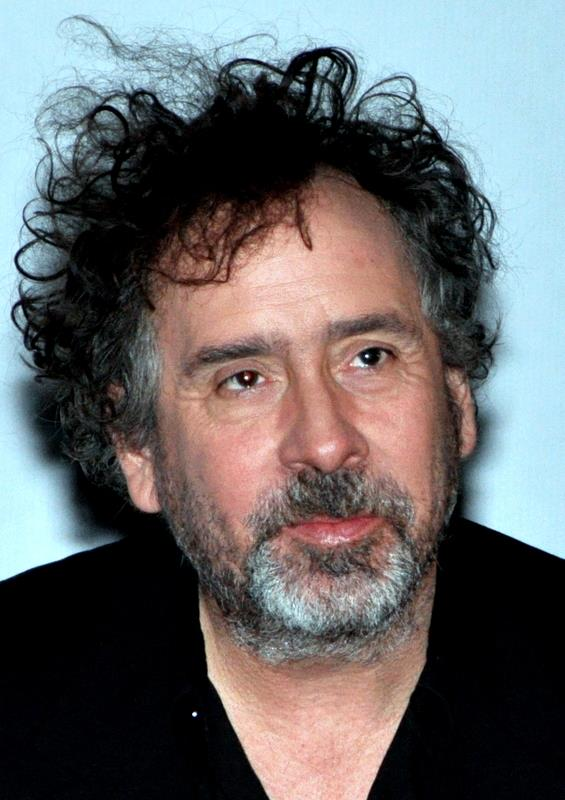
Przewodniczący jury konkursu głównego Tim Burton.

### Konkurs główny
- Tim Burton, amerykański reżyser − przewodniczący jury[6]
- Alberto Barbera, włoski krytyk filmowy
- Kate Beckinsale, brytyjska aktorka
- Emmanuel Carrère, francuski pisarz
- Benicio del Toro, portorykański aktor
- Alexandre Desplat, francuski kompozytor
- Víctor Erice, hiszpański reżyser
- Shekhar Kapur, indyjski reżyser
- Giovanna Mezzogiorno, włoska aktorka

### Sekcja „Un Certain Regard”
- Claire Denis, francuska reżyserka − przewodnicząca jury
- Patrick Ferla, szwajcarski dziennikarz
- Kim Dong-ho, dyrektor MFF w Busan
- Helena Lindblad, szwedzka krytyczka filmowa
- Serge Toubiana, dyrektor generalny Cinémathèque Française

### Cinéfondation i filmy krótkometrażowe
- Atom Egoyan, kanadyjski reżyser − przewodniczący jury
- Emmanuelle Devos, francuska aktorka
- Carlos Diegues, brazylijski reżyser
- Dinara Drukarowa, rosyjska aktorka
- Marc Recha, hiszpański reżyser

### Złota Kamera – debiuty reżyserskie
- Gael García Bernal, meksykański aktor − przewodniczący jury
- Gérard de Battista, francuski operator filmowy
- Stéphane Brizé, francuski reżyser
- Didier Diaz, przedstawiciel organizacji FICAM
- Charlotte Lipinska, przedstawicielka Stowarzyszenia Francuskich Krytyków Filmowych

## Selekcja oficjalna

### Otwarcie i zamknięcie festiwalu
|             | Tytuł      | Reżyseria         | Kraj produkcji    |
| ----------- | ---------- | ----------------- | ----------------- |
| Otwierający | Robin Hood | Ridley Scott      | Stany Zjednoczone |
| Zamykający  | Drzewo     | Julie Bertuccelli | Francja           |

### Konkurs główny
Następujące filmy zostały wyselekcjonowane do udziału w konkursie głównym o Złotą Palmę:
| Tytuł polski                                                      | Tytuł oryginalny                            | Reżyseria                   | Kraj produkcji    |
| ----------------------------------------------------------------- | ------------------------------------------- | --------------------------- | ----------------- |
| Kolejny rok                                                       | Another Year                                | Mike Leigh                  | Wielka Brytania   |
| Wściekłość                                                        | アウトレイジ Autoreiji                      | Takeshi Kitano              | Japonia           |
| Biutiful                                                          | Biutiful                                    | Alejandro González Iñárritu | Meksyk            |
| Zapiski z Toskanii                                                | Copie conforme                              | Abbas Kiarostami            | Francja           |
| Uczciwa gra                                                       | Fair Game                                   | Doug Liman                  | Stany Zjednoczone |
| Pokojówka                                                         | 하녀 Hanyo                                  | Im Sang-soo                 | Korea Południowa  |
| Krzyczący mężczyzna                                               | Un homme qui crie                           | Mahamat Saleh Haroun        | Czad              |
| Ludzie Boga                                                       | Des hommes et des dieux                     | Xavier Beauvois             | Francja           |
| Ponad prawem                                                      | Hors-la-loi                                 | Rachid Bouchareb            | Algieria          |

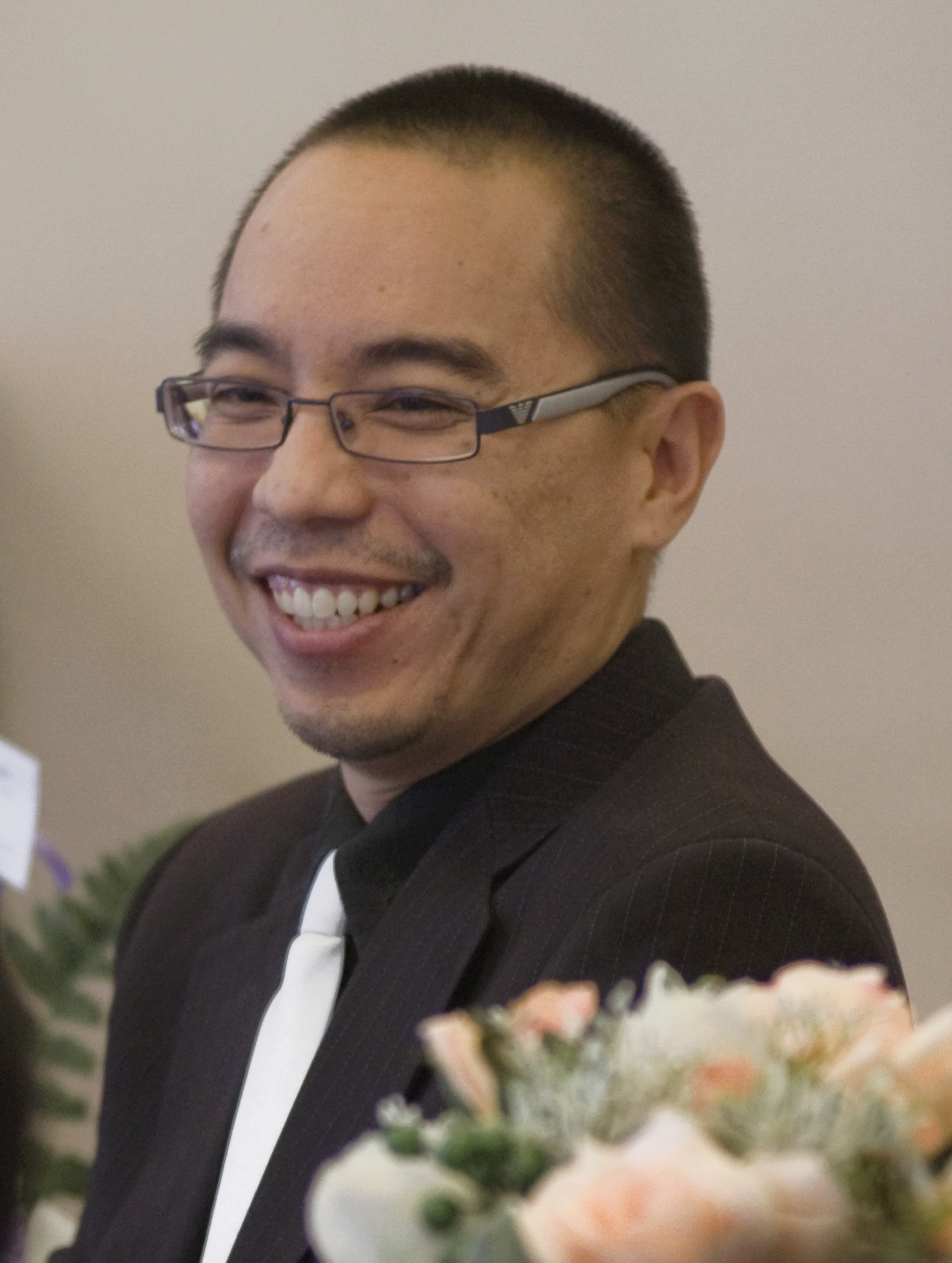
Laureat Złotej Palmy Apichatpong Weerasethakul.

| Wujek Boonmee, który potrafi przywołać swoje poprzednie wcielenia | ลุงบุญมีระลึกชาติ Loong Boonmee raleuk chat      | Apichatpong Weerasethakul   | Tajlandia         |
| Nasze życie                                                       | La nostra vita                              | Daniele Luchetti            | Włochy            |
| Księżniczka Montpensier                                           | La princesse de Montpensier                 | Bertrand Tavernier          | Francja           |
| Chongqing Blues                                                   | 日照重慶 Rizhao Chongqing                   | Wang Xiaoshuai              | Chiny             |
| Route Irish                                                       | Route Irish                                 | Ken Loach                   | Wielka Brytania   |
| Poezja                                                            | 시 Shi                                      | Lee Chang-dong              | Korea Południowa  |
| Szczęście ty moje                                                 | Счастье моё Szczastje mojo                  | Siergiej Łoznica            | Ukraina           |
| Łagodny potwór – projekt Frankenstein                             | Szelíd teremtés – A Frankenstein-terv       | Kornél Mundruczó            | Węgry             |
| Tournée                                                           | Tournée                                     | Mathieu Amalric             | Francja           |
| Spaleni słońcem 2                                                 | Утомлённые солнцем 2 Utomlionnyje sołncem 2 | Nikita Michałkow            | Rosja             |

### Sekcja „Un Certain Regard”
Następujące filmy zostały wyświetlone na festiwalu w ramach sekcji "Un Certain Regard":
| Tytuł polski              | Tytuł oryginalny                | Reżyseria                            | Kraj produkcji    |
| ------------------------- | ------------------------------- | ------------------------------------ | ----------------- |
| Wyśnione miłości          | Les amours imaginaires          | Xavier Dolan                         | Kanada            |
| Aurora                    | Aurora                          | Cristi Puiu                          | Rumunia           |
| Blue Valentine            | Blue Valentine                  | Derek Cianfrance                     | Stany Zjednoczone |
| Carancho                  | Carancho                        | Pablo Trapero                        | Argentyna         |
| Pokój na czacie           | Chatroom                        | Hideo Nakata                         | Wielka Brytania   |
| Dziwny przypadek Angeliki | O estranho caso de Angélica     | Manoel de Oliveira                   | Portugalia        |
| Film socjalizm            | Film socialisme                 | Jean-Luc Godard                      | Francja           |
| Hahaha                    | 하하하 Hahaha                   | Hong Sang-soo                        | Korea Południowa  |
| Szkoda, że nie znałem     | 海上传奇 Hai shang chuan qi     | Jia Zhangke                          | Chiny             |
| Usta                      | Los labios                      | Iván Fund i Santiago Loza            | Argentyna         |
| Przede wszystkim życie    | Life, Above All                 | Oliver Schmitz                       | Południowa Afryka |
| Wtorek, po świętach       | Marţi, după Crăciun             | Radu Muntean                         | Rumunia           |
| Październik               | Octubre                         | Daniel Vega Vidal i Diego Vega Vidal | Peru              |
| Adrienn Pál               | Pál Adrienn                     | Ágnes Kocsis                         | Węgry             |
| Rebecca H.                | Rebecca H. (Return to the Dogs) | Lodge Kerrigan                       | Stany Zjednoczone |
| Jesteś tam?               | R U There                       | David Verbeek                        | Holandia          |
| Simon Werner zniknął      | Simon Werner a disparu...       | Fabrice Gobert                       | Francja           |
| Udaan                     | उड़ान Udaan                       | Vikramaditya Motwane                 | Indie             |
| Miasto pod nami           | Unter dir die Stadt             | Christoph Hochhäusler                | Niemcy            |

### Pokazy pozakonkursowe
Następujące filmy zostały wyświetlone na festiwalu w ramach pokazów pozakonkursowych:
| Tytuł polski                    | Tytuł oryginalny                    | Reżyseria         | Kraj produkcji    |
| ------------------------------- | ----------------------------------- | ----------------- | ----------------- |
| Autobiografia Nicolae Ceaușescu | Autobiografia lui Nicolae Ceaușescu | Andrei Ujică      | Rumunia           |
| Inny świat                      | L'autre monde                       | Gilles Marchand   | Francja           |
| Carlos                          | Carlos                              | Olivier Assayas   | Francja           |
| Kaboom                          | Kaboom                              | Gregg Araki       | Stany Zjednoczone |
| Robin Hood                      | Robin Hood                          | Ridley Scott      | Stany Zjednoczone |
| Tamara i mężczyźni              | Tamara Drewe                        | Stephen Frears    | Wielka Brytania   |
| Drzewo                          | The Tree                            | Julie Bertuccelli | Francja           |
| Wall Street: Pieniądz nie śpi   | Wall Street: Money Never Sleeps     | Oliver Stone      | Stany Zjednoczone |
| Poznasz przystojnego bruneta    | You Will Meet a Tall Dark Stranger  | Woody Allen       | Stany Zjednoczone |

### Pokazy specjalne
Następujące filmy zostały wyświetlone na festiwalu w ramach pokazów specjalnych:
| Tytuł polski                    | Tytuł oryginalny                          | Reżyseria | Kraj produkcji    |
| ------------------------------- | ----------------------------------------- | --- | ----------------- |
| 5 x fawela                      | 5x Favela, Agora por Nós Mesmos           | Cacau Amaral, Cadu Barcellos, Luciana Bezerra, Manaira Carneiro, Rodrigo Felha, Wagner Novais i Luciano Vidigal | Brazylia          |
| Abel                            | Abel                                      | Diego Luna | Meksyk            |
| Chantrapas                      | შანტრაპა Chantrapas                       | Otar Ioseliani                                                                                                  | Gruzja            |
| Odliczanie do zera              | Countdown to Zero                         | Lucy Walker | Stany Zjednoczone |
| Draquila - Wstrząsy we Włoszech | Draquila - L'Italia che trema             | Sabina Guzzanti                                                                                                 | Włochy            |
| Gilles Jacob - Obywatel Cannes  | Gilles Jacob, l'arpenteur de la croisette | Serge Le Péron                                                                                                  | Francja           |
| Inside Job                      | Inside Job                                | Charles Ferguson                                                                                                | Stany Zjednoczone |
| Paczka                          | La meute                                  | Franck Richard                                                                                                  | Francja           |
| Tęsknota za światłem            | Nostalgia de la luz                       | Patricio Guzmán                                                                                                 | Chile             |
| Wasze miasta trawą zarosną      | Over Your Cities Grass Will Grow          | Sophie Fiennes                                                                                                  | Wielka Brytania   |

## Laureaci nagród

### Konkurs główny
Złota Palma
- Wujek Boonmee, który potrafi przywołać swoje poprzednie wcielenia, reż. Apichatpong Weerasethakul

Grand Prix
- Ludzie Boga, reż. Xavier Beauvois

Nagroda Jury
- Krzyczący mężczyzna, reż. Mahamat Saleh Haroun

Najlepsza reżyseria
- Mathieu Amalric − Tournée

Najlepsza aktorka
- Juliette Binoche − Zapiski z Toskanii

Najlepszy aktor
- Javier Bardem − Biutiful
- Elio Germano − Nasze życie

Najlepszy scenariusz
- Lee Chang-dong − Poezja

### Sekcja „Un Certain Regard”
Nagroda Główna

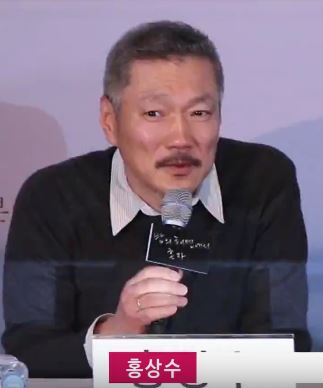
Zdobywca Nagrody Głównej w sekcji „Un Certain Regard” Hong Sang-soo.

- Hahaha, reż. Hong Sang-soo

Nagroda Specjalna Jury
- Październik, reż. Daniel Vega Vidal i Diego Vega Vidal

Najlepsza kreacja aktorska
- Eva Bianco, Victoria Raposo i Adela Sanchez − Usta

### Konkurs filmów krótkometrażowych
Złota Palma dla najlepszego filmu krótkometrażowego
- Szczekająca wyspa, reż. Serge Avédikian

Nagroda Jury dla najlepszego filmu krótkometrażowego
- Micky się kąpie, reż. Frida Kempff

Nagroda Cinéfondation dla najlepszej etiudy studenckiej
- I miejsce:  Sprzedawcy obrazów, reż. Juho Kuosmanen
- II miejsce:  Coucou-les-nuages, reż. Vincent Cardona
- III miejsce:  Ja vec jesam sve ono sto zelim da imam, reż. Dane Komljen /  Piąta kolumna, reż. Vatche Boulghourjian

### Wybrane pozostałe nagrody

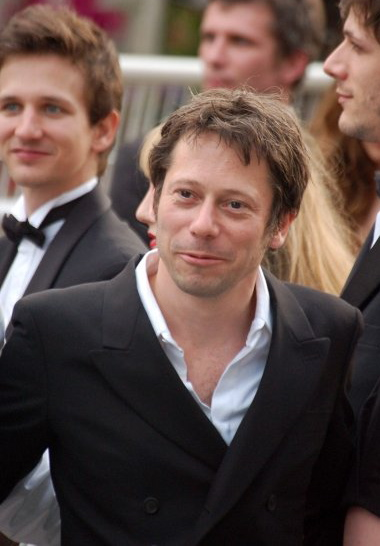
Zdobywca dwóch nagród Mathieu Amalric.

Złota Kamera za najlepszy debiut reżyserski
- Rok przestępny, reż. Michael Rowe

Nagroda Główna w sekcji "Międzynarodowy Tydzień Krytyki"
- Armadillo – wojna jest w nas, reż. Janus Metz Pedersen

Nagroda Główna w sekcji "Quinzaine des Réalisateurs" – CICAE Award
- Lily, reż. Fabienne Berthaud

Nagroda FIPRESCI
- Konkurs główny:  Tournée, reż. Mathieu Amalric
- Sekcja „Un Certain Regard”:  Adrienn Pál, reż. Ágnes Kocsis
- Sekcja "Quinzaine des Réalisateurs":  Wszyscy jesteście szefami, reż. Oliver Laxe

Nagroda Jury Ekumenicznego
- Ludzie Boga, reż. Xavier Beauvois
  - Wyróżnienie:  Kolejny rok, reż. Mike Leigh /  Poezja, reż. Lee Chang-dong

Nagroda Vulcan dla artysty technicznego
- Bob Beemer, Leslie Shatz i Jon Taylor za dźwięk do filmu Biutiful

Nagroda Młodych
- Zapiski z Toskanii, reż. Abbas Kiarostami

Nagroda im. François Chalais dla filmu propagującego znaczenie dziennikarstwa
- Przede wszystkim życie, reż. Oliver Schmitz

Queerowa Palma dla najlepszego filmu o tematyce LGBT
- Kaboom, reż. Gregg Araki

Nagroda Palm Dog dla najlepszego psiego występu na festiwalu
- Tamara i mężczyźni, reż. Stephen Frears